# مکیج لوونشتاین
مکیج لوونشتاین (انگلیسی: Maciej Lewenstein؛ زادهٔ ۲۱ سپتامبر ۱۹۵۵) دانشمند در زمینه فیزیک نظری اهل لهستان است.